# 德梅尔瓦尔洛邦
德梅尔瓦尔洛邦（葡萄牙語：Demerval Lobão）是巴西皮奥伊州的一个市镇。总面积221.023平方公里，总人口12783人，人口密度57.8人/平方公里。